# Schönebecker Straße 7

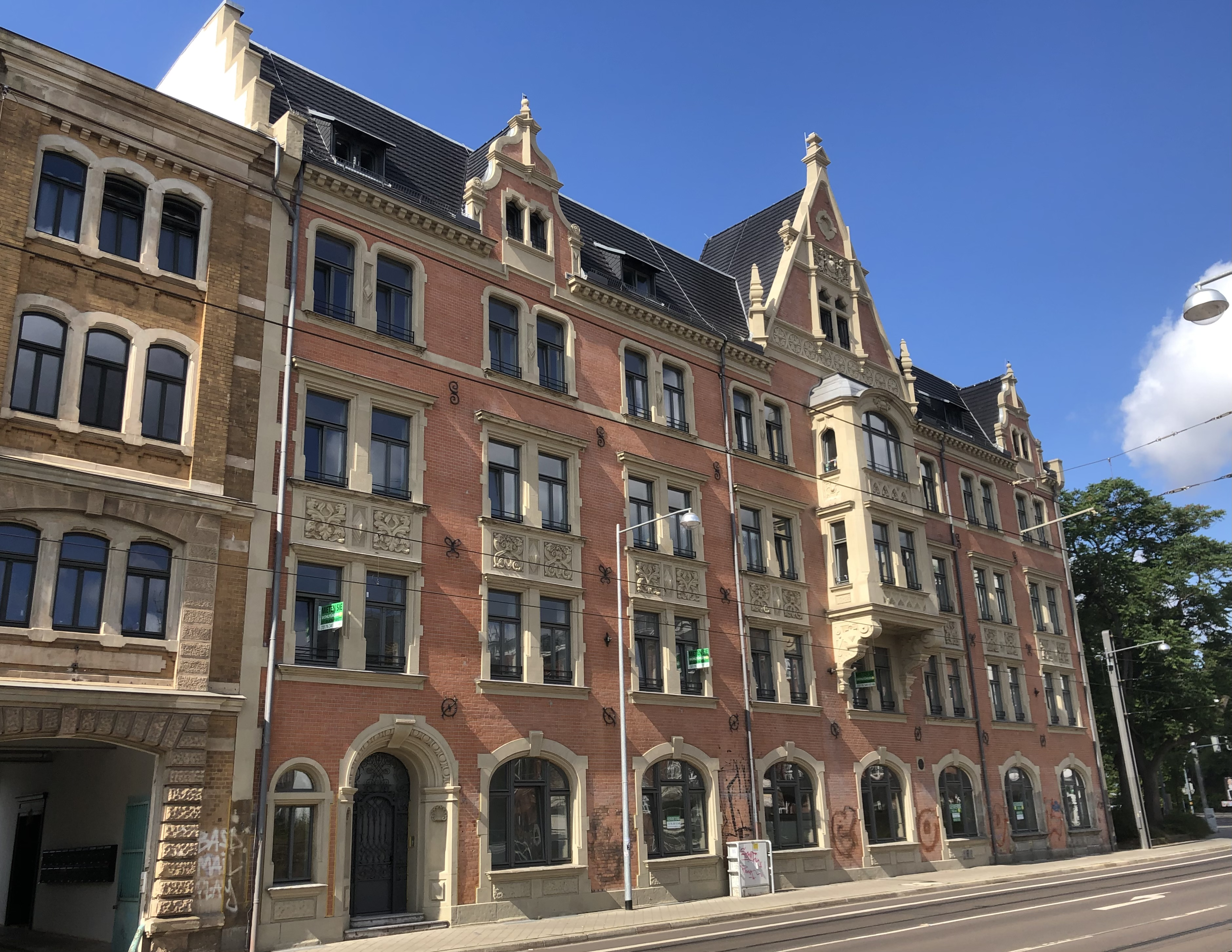
Schönebecker Straße 7 in Magdeburg; 2022

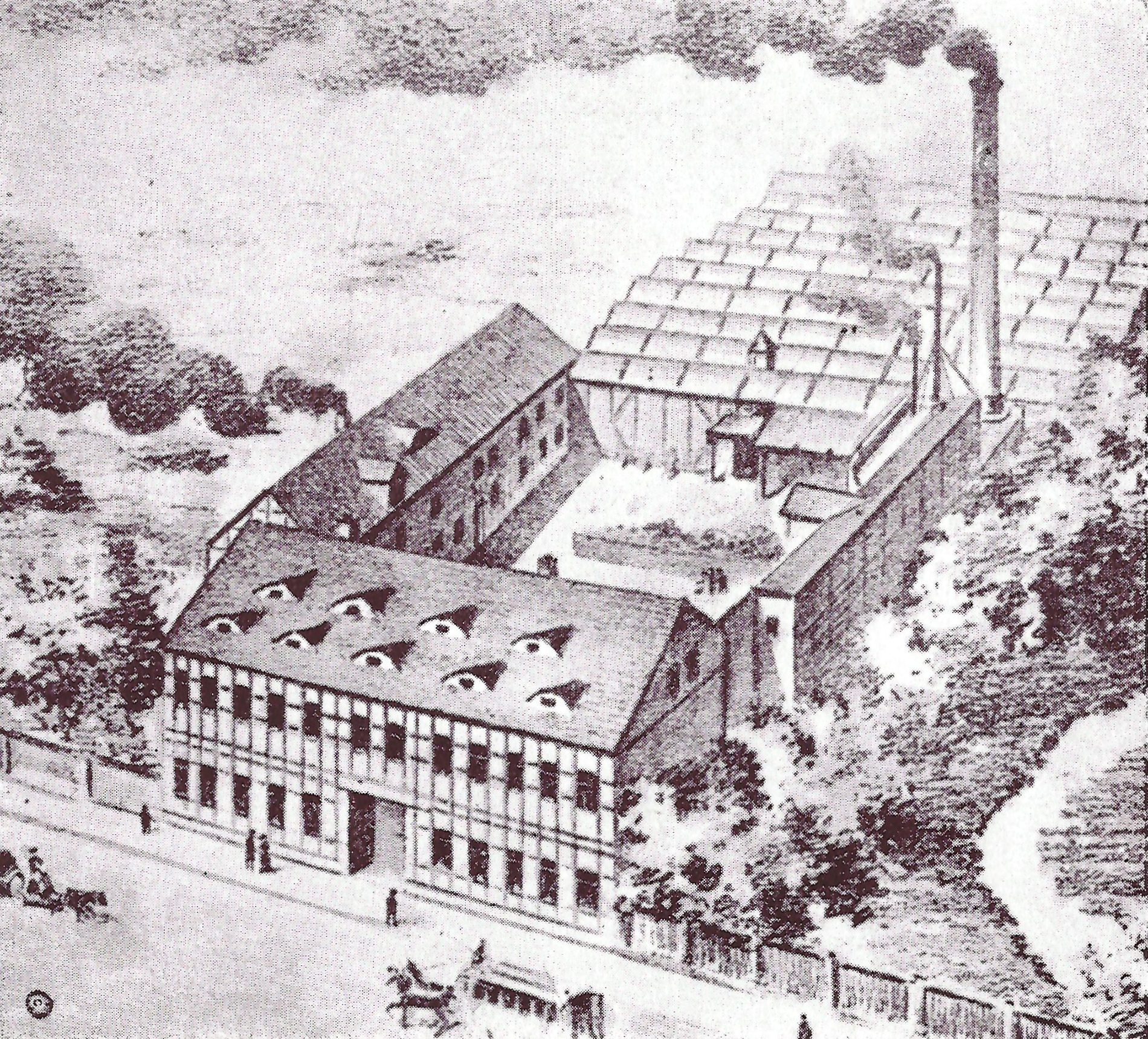
Gasthof Zum Landhaus nach Umbau zum Firmensitz von Schäffer & Budenberg

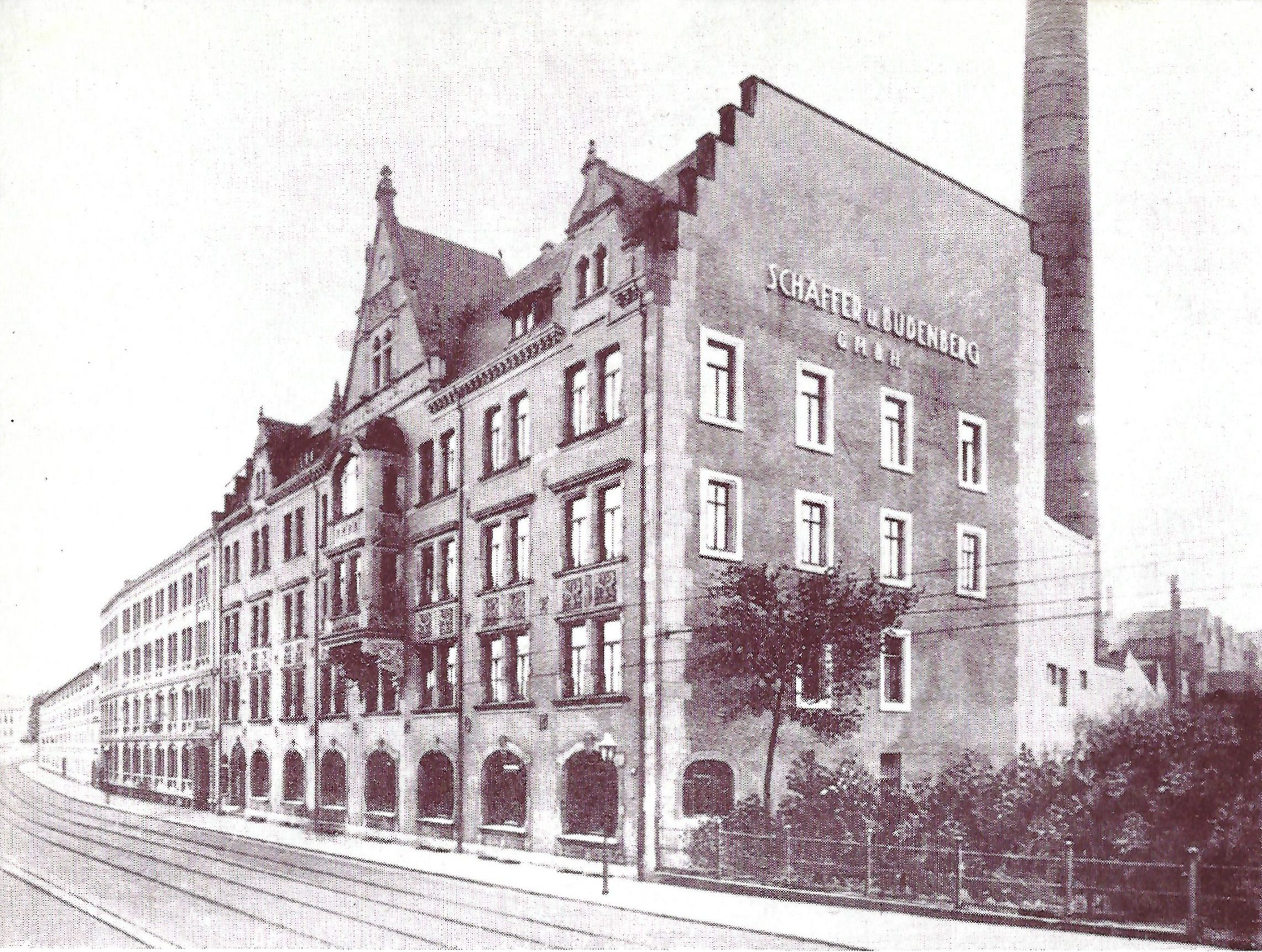
Das Gebäude in seiner Zeit als Verwaltungssitz von Schäffer & Budenberg

Die Schönebecker Straße 7 ist ein denkmalgeschütztes Verwaltungsgebäude in Magdeburg in Sachsen-Anhalt.

## Lage
Der Bau befindet sich traufständig auf der Südseite der Schönebecker Straße im Magdeburger Stadtteil Buckau. Östlich grenzt das gleichfalls denkmalgeschützte Haus Schönebecker Straße 8 an.

## Architektur und Geschichte
Am Standort des Hauses befand sich der Gasthof Zum Landhaus, der 1858 vom Unternehmen Schäffer & Budenberg erworben und zum Firmensitz ausgebaut wurde. 1859 wurde hier die Produktion unter anderem von Manometern aufgenommen. Die Fabrikanlage wurde in den folgenden Jahren kontinuierlich erweitert.
Das heutige viergeschossige Ziegelgebäude wurde 1893/1894 als Verwaltungsbau des in der Umgebung dann schon ausgedehnt bestehenden Werks Schäffer & Budenberg errichtet. Es ist repräsentativ im Stil der Neorenaissance gestaltet und erinnert an Bauten der Weserrenaissance. Die Fassade ist sechzehnachsig ausgeführt. Im Erdgeschoss sind die Fensteröffnungen als Segmentbögen gestaltet. Auf der linken Seite befindet sich ein für die Renaissance typisches Sitznischenportal. Die Brüstungsfelder des zweiten Obergeschosses sind mit floralen Motiven versehenen Terrakottafeldern verziert. Im rechten Teil ist vor dem zweiten und dritten Obergeschoss ein zweigeschossiger Kastenerker angeordnet. Am Traufgesims findet sich ein Zahnschnittfries. Bekrönt wird die Fassade von mehreren Dreiecksgiebeln.
Ursprünglich befand sich an der Nordfassade die große Inschrift Schäffer u. Budenberg GmbH.
Im örtlichen Denkmalverzeichnis ist das Verwaltungsgebäude unter der Erfassungsnummer 094 17856 als Baudenkmal verzeichnet.
Das Gebäude ist mit den beiden sich östlich anschließenden Nachbarhäusern Teil eines gründerzeitlichen Straßenzuges. Es gilt als Beispiel für den zeitgenössischen architektonischen Ausdruckswillen Großindustrieller.